# Scopula cyanata
Scopula cyanata là một loài bướm đêm trong họ Geometridae.